# Jean Antoine de Baïf
Jean Antoine de Baïf (Venezia, 19 febbraio 1532 – Parigi, 19 settembre 1589) è stato un poeta francese.
Figlio del celebre umanista Lazare de Baïf, Jean Antoine de Baïf, amico di Pierre de Ronsard e membro della Pléiade, tentò di diffondere in Francia il verso della poesia antica e di riformare l'ortografia.
Nacque a Venezia, poiché il padre svolse lì l'incarico di ambasciatore del re di Francia.
La sua educazione venne affidata sin dall'infanzia ai maestri più noti della sua epoca, tra cui Charles Estienne e Jean Dorat, che tra l'altro seguì al Collège de Coqueret. Proprio in questa scuola conobbe Ronsard, con cui strinse una duratura amicizia.
Durante un breve soggiorno a Poitiers, dove ebbe l'occasione di frequentare il locale cenacolo letterario, e di conoscere François de Gennes, ossia la sua musa ispiratrice. Partecipò, al seguito del cardinale di Lorena al Concilio di Trento (1562), essendo un chierico.
Si occupò di tutti i generi letterari a cominciare dal teatro, con gli adattamenti dell'Antigone di Sofocle, dell'Eunuchus di Terenzio e del Miles gloriosus di Plauto; inoltre Ronsard lo aveva incaricato di ripristinare in Francia il teatro sul modello dei classici, ma questo incarico fu poi in realtà svolto da Jodelle.
Scrisse molto, ma nessuna delle sue opere è di prim'ordine. Scrisse Les Amours (1552 e 1558) costituito da ben nove libri; Les Météores, ispirato dalle Georgiche di Virgilio (1567); il Passe-Temps (1573); Les Mimes, enseignements et proverbes (1581), la sua opera migliore.
Nel 1570 fondò, assieme al musicista Thibaut de Courville, nella sua casa del sobborgo Saint-Marceau, un'accademia di poesia e musica che non fu duratura, anche perché fu trasformata da Enrico III nella famosa Académie du Palais che svolse un ruolo importante nel campo della musica e della letteratura francese, intorno alla fine del Cinquecento.
Sono rimasti 9 libri di poesie, 7 di amours, 5 di jeu, 5 di passe-temps col titolo di Œuvres de poésies de Baïf, Paris, 1572. Pubblicò inoltre Étrennes de poésie française (1574), in versi misurati, pubblicò inoltre nel 1576 e nel 1597 Mimes, enseignements et proverbes.
La sua produzione lirica, rivela tendenze petrarcheggianti, oltre ad una grande conoscenza di mitologia classica e un legame con i modelli alessandrini; troneggia una forte vena sensuale.
Baïf aveva voluto introdurre nella versificazione francese una metrica nuova, analoga a quella degli antichi; anziché stabilire il ritmo sul numero delle sillabe, avrebbe voluto basarlo sulla disposizione delle vocali brevi e lunghe. Inventò inoltre un'ortografia fonetica.

## Opere
- Les Amours (1552 e 1558)
- Les Météores (1567)
- Passe-Temps (1573)
- Étrennes de poésie française (1574)
- Œuvres de poésies de Baïf (1572)
- Les Mimes, enseignements et proverbes (1581)